# Соломаха

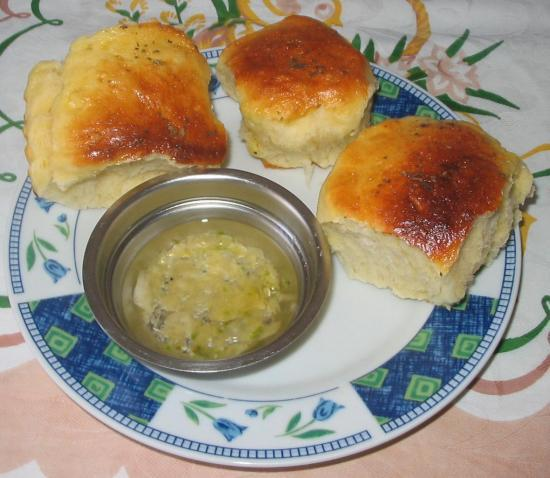
Саламаха до пампушок із товченого часнику з олією

Солома́ха (салама́ха, соломата[джерело не вказане 669 днів], саламата)  — українська народна страва. Кашоподібна, подібна до лемішки.

## Загальний опис
Основною складовою соломахи є гречане борошно (рідко пшеничне або житнє), з якого розбовтують рідке тісто, вливають його у підсолений окріп і заварюють, розмішуючи. Коли соломаха готова, додають олію, а у м'ясниці — смалець, затирають часником. Соломаха була однією з найпоширеніших страв у козацьких походах.
У деяких районах України під цією назвою побутують інші страви: варена м'ята квасоля з юшкою і цибулею (Івано-Франківщина), затерті з олією часник, цибуля як заправка до борщу, пампушок, балабушок (Поділля, Полтавщина) або затертий часник з водою, олією та сіллю як заправка до пампушок та дерунів (Буковина).

## У світі
В якутів соломаха називається саламат[джерело не вказане 669 днів]. Страву готують по-різному: на сметані, на вершковому маслі зі сметаною, на вершках з маслом, на молоці зі сметаною, на сколотинах з маслом, на маслі з водою. Борошно беруть в основному ячмінне, житнє, пшеничне грубого помелу. Раніше користувалися борошном домашнього помелу із зерна, вирощеного неподалік від будинку. У сметану додати вершки, борошно посолити, збити колотівкою і перелити в чавунну каструлю, поставити на вогонь. Після кипіння зменшити вогонь до середнього, варити досить довго, часто перемішувати. Після того, як на поверхню спливе масло, проварити ще трохи. Густий жовтуватого кольору саламат розлити в дерев'яні чаші (китийї) разом з маслом, що сплило, і подати гарячим[джерело не вказане 669 днів].